# Козак Семен Антонович
Семен Антонович Козак (нар. 10 (23) травня 1902, Коростень — 24 грудня 1953, Южно-Сахалінськ) — радянський воєначальник, двічі Герой Радянського Союзу. Народний герой Югославії.

## Життєпис
Народився 10 (23 травня) 1902 року в селі Іскорості (нині місто Коростень Житомирської області) в сім'ї робітника. Українець. Під час Громадянської війни був бійцем загону частин особливого призначення. В 1923 році був прийнятий в ряди ВКП(б).
У 1924 році призваний на строкову службу до лав Червоної армії. Службу проходив червоноармійцем, політруком гаубичного дивізіону 23-ї стрілецької дивізії. У 1928 році закінчив Київську військову артилерійську школу. В період навчання брав участь у придушенні повстанського руху в Україні. З 1928 року — командир батареї артилерійського полку 51-ї стрілецької дивізії Українського військового округу. З січня 1929 року — викладач окружних курсів командного складу в Миколаєві. У травні—вересні 1932 року служив командиром артилерійського дивізіону в 153-му стрілецькому полку в Одесі.
У 1933 році закінчив Ленінградські автобронетанкові курси удосконалення командного складу РСЧА і був призначений помічником командира танкового батальйону 51-ї стрілецької дивізії Українського військового округу. З грудня 1933 по жовтень 1937 року — керівник тактики, старший викладач і командир навчального танкового батальйону в Ленінградському танково-технічному училищі.
У жовтні 1938 року закінчив Військову академію імені М. В. Фрунзе і по закінченні залишений у ній викладачем тактики, де і зустрів початок німецько-радянської війни. З 1941 року працював у центральному апараті Народного комісаріату оборони СРСР.
У діючій армії з жовтня 1942 року. Призначений заступником начальника штабу 64-ї армії на Сталінградському фронті. Учасник Сталінградської битви. З 18 квітня 1943 року командував 73-ю гвардійською стрілецькою дивізією 7-ї гвардійської армії на Воронезькому, Степовому, 2-му Українському, 3-му Українському фронтах. Брав участь у Курській битві.
Особливо відзначився в кінці вересня на початку жовтня 1943 року в битві за Дніпро. В ніч на 24 вересня передові частини його дивізії на імпровізованих плавзасобах успішно і швидко подолали Дніпро, що забезпечило успіх у відбитті контратак ворога. Потім вмілим, несподіваним маневром вдарили у фланг противника і завдали удару з тилу, відвоювавши села Бородаївку і Пролетарку. Гітлерівці зазнали великих втрат. Плацдарм був утриманий і розширений. Командир дивізії весь час перебував серед наступаючих. Будучи пораненим в бою 9 жовтня, залишився в строю.
25 жовтня 1943 року полковнику С. А. Козаку присвоєно військове звання «генерал-майор», а Указом Президії Верховної Ради СРСР від 26 жовтня 1943 року за успішне форсування дивізією Дніпра, міцне закріплення і розширення плацдарму на західному березі і проявлені при цьому відвагу і мужність, присвоєно звання Героя Радянського Союзу з врученням ордена Леніна і медалі «Золота Зірка» (№ 1 341).
Надалі, командуючи дивізією, брав участь в Березнегувато-Снігурівській, Одеській, Яссько-Кишинівській наступальних операціях, у відвоюванні Правобережної України, звільненні Румунії, Болгарії, Угорщині, Югославії, східних районів Австрії. З 31 грудня 1943 по 18 січня 1944 року тимчасово обіймав посаду командира 75-го стрілецького корпусу 53-ї армії 2-го Українського фронту.
Дивізія С. А. Козака форсувала річки Південний Буг, Дністер, Прут, Серет, Тису. Особливо відзначилася при форсуванні Дунаю. Спільно з військами народно-визвольної армії Югославії очолювана С. А. Козаком 73-я гвардійська стрілецька дивізія 64-го стрілецького корпусу 57-ї армії 3-го Українського фронту кілька днів вела запеклі вуличні бої по звільненню Белграда в жовтні 1944 року. З 13—14 листопада 1944 року 73-я гвардійська дивізія переправилась на правий берег Дунаю і вела важкі бої на плацдармі біля села Батина, долаючи упертий опір німецьких військ. 16 листопада бійці 209-го гвардійського полку 73-ї дивізії після чотириденних боїв зайняли на півночі Батини важливу висоту 169 (прозвану бійцями «страшною» і «кривавою»), а до 19 листопада спільно з частинами 57-ї армії та югославської 51-ї Воєводинської дивізії повністю оволоділи цим населеним пунктом. У подальших наступальних боях до 4 грудня 1944 року бійцями дивізії було звільнено 7 великих населених пунктів, знищено 3989 солдатів і офіцерів ворога, 34 міномета, 17 гармат, 136 кулеметів. Захоплені 28 полонених, 19 мінометів і 74 кулемета.
Указом Президії Верховної Ради СРСР від 28 квітня 1945 року за вміле керівництво частинами дивізії при форсуванні Дунаю, проявлені при цьому мужність і героїзм, генерал-майор Козак Семен Антонович нагороджений другою медаллю «Золота Зірка» (№ 4 964).
З березня 1945 року і до Перемоги командував 21-м гвардійським стрілецьким корпусом у 4-ї гвардійської армії 3-го Українського фронту. Генерал-лейтенант з 19 квітня 1945 року.
Після війни — командир 21-го гвардійського і 10-го гвардійського (з квітня 1947 року) стрілецьких корпусів в Одеському військовому окрузі. З липня 1950 року — помічник командувача військами Далекосхідного військового округу. З квітня 1953 року — заступник командувача, а з вересня 1953 року — командувач 15-ю армією Далекосхідного військового округу, дислокованої на Сахаліні і Курильських островах.
Обирався депутатом Верховної Ради СРСР 3-го скликання і депутатом Верховної Ради УРСР 2-го скликання.
Помер 24 грудня 1953 року в місті Южно-Сахалінську. Похований на Новодівичому кладовищі в Москві (ділянка 4, ряд 24, місце 13).

## Нагороди
Нагороджений двома орденами Леніна (26 жовтня 1943, …), чотирма орденами Червоного Прапора (10 березня 1943, 24 серпня 1943, 2 листопада 1944, …), орденами Суворова 2-го ступеня (3 листопада 1944), Кутузова 2-го ступеня (27 серпня 1943), Богдана Хмельницького 2-го ступеня (1944), медалями.
20 жовтня 1944 року удостоєний вищої нагороди Югославії — звання «Народний Герой Югославії».

## Пам'ять

погруддя в Коростені

Бронзове погруддя Семена Козака встановлене на його батьківщині — в місті Коростені. Автори пам'ятника — архітектор К. С. Мельников та скульптор С. Д. Шапошников.
Його ім'ям названі вулиці у Волгограді й Коростені.